# Филиберт (маркграф Баден-Бадена)
Филиберт Баденский (нем. Philibert von Baden; 22 января 1536, Баден-Баден — 3 октября 1569, Монконтур) — маркграф Баден-Бадена в период с 1554 по 1569 годы.

## Жизнь
Филиберт был сыном маркграфа Бернхарда III и его жены Франциски Люксембургской. Из-за его малолетства в год смерти его отца (1536) текущее управление в Баден-Бадене было передано в руки Генриха фон Флекенштайна, а сам Филиберт был отдан под совместную опеку Иоганна II фон Пфальц-Зиммернского, Вильгельма IV фон Эберштайна и Вильгельма IV Баварского; причём при дворе последнего он был воспитан. Несмотря на то, что баварский герцог был известен своей приверженностью католическому вероучению, Филиберт смог сохранить верность протестантизму, и позднее объявил свободу вероисповедания для своих подданных.
В 1555 году Филиберт принял участие в заключении религиозного мира в Аугсбурге.
В 1565 году, в разгар межконфессиональной войны во Франции он планировал военную поддержку гугенотов, однако под давлением императора Максимилиана II был вынужден отказаться от своего намерения, и в следующем году сражался в Венгрии против Сулеймана Великолепного. Приверженность Филиберта императору особенно ярко проявилась три года спустя, в 1569 году, когда Филиберт выступил на стороне французского короля Карла IX, зятя Максимилиана II, против гугенотов. 3 октября 1569 года он пал в победоносном для короля сражении при Монконтуре. По свидетельству его друга Генриха фон Штайна, Филиберт погиб позже, захваченный в плен гугенотами поблизости от испанской границы.
Филиберт Баденский был похоронен в фамильной усыпальнице в коллегиальной церкви Бадена.

## Семья и дети
Филиберт Баденский был с 17 января 1557 года женат на Мехтхильде Баварской (нем. Mechthild von Bayern, 12 июля 1532 — 2 ноября 1565, Баден-Баден), дочери баварского герцога Вильгельма IV. Их дети:
- Якоба (1558—1597), жена юлих-клевского герцога Иоганна Вильгельма
- Филипп (1559—1588), маркграф Бадена с 1569 года
- Анна Мария (1562—1583), жена высочайшего бургграфа Чешского королевства Вильгельма фон Розенберга
- Мария Саломея (1563—1600), жена лойхтенбергского ландграфа Георга IV Людвига (1563—1613)
- мертворожденный сын (31.10.1565)